# Batalla de Mons Lactarius
La batalla de Mons Lactarius (también conocida como batalla del Vesubio) tuvo lugar en el 552 o 553 en el curso de la guerra gótica librada en nombre de Justiniano I contra los ostrogodos en Italia.
Después de la batalla de Tagina, en la que el rey ostrogodo Totila fue asesinado, el general romano oriental Narsés capturó Roma y sitió Cumas. Teya, el nuevo rey ostrogodo, reunió a los restos del ejército ostrogodo y marchó para sofocar el asedio, pero en octubre de 552 (o principios de 553) Narsés le tendió una emboscada en Mons Lactarius (actual Monte Lattari) en Campania, cerca del Monte Vesubio y Nuceria Alfaterna. La batalla duró dos días, y Teya fue muerto en combate. El poder ostrogodo en Italia fue eliminado, y los ostrogodos supervivientes volvieron al norte y se instalaron en el sur de Austria. Después de la batalla, Italia fue invadida nuevamente, esta vez por los francos, pero ellos también fueron derrotados y la península fue, durante un tiempo, reintegrada al Imperio romano.